# 明末四大高僧
明末四大高僧，意指明朝末年四位佛教法師。

## 簡介
- 蓮池袾宏（1535年－1615年），俗姓沈，字佛慧，别号蓮池，常被稱為蓮池大師，浙江省杭州府仁和縣人，又因常居雲棲寺而被称为雲棲蓮池，是中国佛教净土宗的第八代祖师，他提倡禪、淨兩者兼修的理論。

- 紫柏真可（1543－1603），俗姓沈，名真可，號紫柏，原名達觀，常被稱為達觀大師，南直蘇州府吳縣（今屬江蘇）人，立志复兴禅宗，同时又对儒释道三教以及教内各宗持调和的态度，和当时佛教文化发展的大趋势合拍而动。

- 憨山德清（1546年－1623年），俗姓蔡，名德清，字澄印，號憨山，常被稱為憨山大師，謚弘覺，南直滁州府全椒縣人（今屬安徽省），臨濟宗門下，復興禪宗。

- 蕅益智旭（1599年－1655年），俗姓鍾，字智旭，號蕅益，南直隸蘇州府吳縣瀆川人，被尊為淨土宗九祖。晚年住於浙江餘杭的靈峯，因此又被尊稱為靈峯大師。